# Майдан-Старовейський
Майдан-Старовейський (пол. Majdan Starowiejski) — село в Польщі, у гміні Закшев Люблінського повіту Люблінського воєводства.
Населення — 166 осіб (2011).
У 1975-1998 роках село належало до Замойського воєводства.

## Демографія
Демографічна структура станом на 31 березня 2011 року:
|          | Загалом | Допрацездатний вік | Працездатний вік | Постпрацездатний вік |
| -------- | ------- | ------------------ | ---------------- | -------------------- |
| Чоловіки | 82      | 19                 | 43               | 20                   |
| Жінки    | 84      | 8                  | 45               | 31                   |
| Разом    | 166     | 27                 | 88               | 51                   |